# Острожское викариатство
Остро́жское викариа́тство — викариатство Волынской епархии Русской православной церкви. Поименовано по городу Острог Волынской губернии (ныне Ровненской области).
Учреждено 1 октября 1840 года с пребыванием епископа: в Почаевской Успенской лавре (до 1843 года), затем в Житомире (до 1860 года), затем в Дерманском монастыре (до 13 апреля 1873 года), затем в Кременце.
После некоторого перерыва восстановлена 15 июля 1910 года.

## Епископы
- 10 июня 1841 — 22 ноября 1844 — Анатолий (Мартыновский)
- 25 марта 1845 — 17 апреля 1871 — Иерофей (Лобачевский)
- 25 мая 1871 — 13 апреля 1879 — Иустин (Охотин)
- 13 мая 1879 — 6 октября 1882 — Виталий (Гречулевич)
- 8 января 1883 — 25 октября 1883 — Израиль (Никулицкий)
- 21 ноября 1883 — 3 июня 1890 — Александр (Закке-Заккис)
- 12 августа 1890 — 30 апреля 1894 — Антоний (Семенов-Флоренсов)
- 28 июня 1894 — 13 июня 1898 — Мефодий (Никольский)
- 23 августа 1898 — 4 июня 1902 — Серафим (Мещеряков)
- 25 июля 1910 — 9 июня 1915 — Гавриил (Воеводин)
- 29 июня 1915—1922 — Аверкий (Кедров)
- 1926—1934 — Симон (Ивановский)
- 15 апреля 1939—1941 ? — Симон (Ивановский),